# Márcio Amoroso
Márcio Amoroso dos Santos (Brazíliaváros, 1974. július 5. –) brazil válogatott labdarúgócsatár. Játszott hazáján kívül Japánban, Olaszországban, Németországban, Spanyolországban és Görögországban is. Híres volt nagyszerű cseleiről.